# Pygostrangalia vittaticollis
Pygostrangalia vittaticollis är en skalbaggsart som först beskrevs av Maurice Pic 1926.  Pygostrangalia vittaticollis ingår i släktet Pygostrangalia och familjen långhorningar.
Artens utbredningsområde är Taiwan. Inga underarter finns listade i Catalogue of Life.